# Juliano Belletti
Juliano Haus Belletti (Cascavel, 20 juni 1976) is een Braziliaans voormalig voetballer en huidig voetbaltrainer van Barça Atlètic die bij doorgaans als rechtsback speelde. Tijdens zijn carrière kwam hij uit voor Cruzeiro, São Paulo, Atlético Mineiro, Villarreal, FC Barcelona, Chelsea en Fluminense.
In 2001 debuteerde hij in het Braziliaans voetbalelftal, waarvoor hij meer dan twintig interlands speelde. Belletti bezit naast de Braziliaanse op basis van zijn afkomst ook de Italiaanse nationaliteit.

## Clubcarrière
Belletti speelde in Brazilië als profvoetballer voor Cruzeiro (1993-1995), São Paulo FC (1995-1998), Atlético Mineiro (1998/99) en nogmaals São Paulo FC (1999-2002). In 2002 vertrok Belletti naar het Spaanse Villarreal CF. Na twee seizoenen werd hij voor 3.7 miljoen euro door FC Barcelona aangekocht als vervanger van Michael Reiziger. Hij debuteerde op 17 juli 2004 in het oefenduel met CD Banyoles. Met de Catalaanse club werd Belletti in 2005 en 2006 landskampioen. In de finale van de UEFA Champions League in 2006 scoorde Belletti de winnende treffer (2-1) tegen Arsenal FC, wat hem de bijnaam El Héroe de París opleverde. In het seizoen 2006/2007 speelde hij na de komst van Gianluca Zambrotta beduidend minder en in augustus 2007 vertrok Belletti voor 5.5 miljoen euro naar Chelsea. Op 9 juni 2010 werd bekendgemaakt dat Belletti, samen met twee andere spelers, niet meer in aanmerking kwam voor een contractverlenging en dus als vrij speler Chelsea kon verlaten. Hij tekende vervolgens in juli 2010 een tweejarig contract bij Fluminense FC.

## Interlandcarrière
Belletti behoorde tot de Braziliaanse selectie die op het WK 2002 wereldkampioen werd. Cafú kreeg echter de voorkeur op de positie van rechtsback, waardoor Belletti vooral op de bank zat. Hij kwam alleen tegen Turkije als invaller in het veld. Op de Confederations Cup van 2005 in Duitsland leek Belletti bij afwezigheid van Cafú de eerste rechtsback te worden, maar een blessure vlak voor het toernooi verpestte zijn kans. Cicinho werd opgesteld en hij presteerde zo goed dat hij nu de vaste reserve is op de rechtervleugel achter Cafú. Belletti is sinds juni 2005 dan ook niet meer opgeroepen voor de Goddelijke Kanaries.

## Spelerstatistieken
| seizoen | club               | land     | competitie            | wedstrijden | doelpunten |
| ------- | ------------------ | -------- | --------------------- | ----------- | ---------- |
| 1994    | Cruzeiro EC        | Brazilië | Campeonato Brasileiro | 5           | 0          |
| 1995    | Cruzeiro EC        | Brazilië | Campeonato Brasileiro | 17          | 0          |
| 1996    | São Paulo FC       | Brazilië | Campeonato Brasileiro | 13          | 1          |
| 1997    | São Paulo FC       | Brazilië | Campeonato Brasileiro | 12          | 1          |
| 1998    | São Paulo FC       | Brazilië | Campeonato Brasileiro | 4           | 1          |
| 1999    | → Atlético Mineiro | Brazilië | Campeonato Brasileiro | 17          | 5          |
| 2000    | São Paulo FC       | Brazilië | Campeonato Brasileiro | 11          | 0          |
| 2001    | São Paulo FC       | Brazilië | Campeonato Brasileiro | 14          | 1          |
| 2002/03 | Villarreal CF      | Spanje   | Primera División      | 31          | 3          |
| 2003/04 | Villarreal CF      | Spanje   | Primera División      | 28          | 3          |
| 2004/05 | FC Barcelona       | Spanje   | Primera División      | 31          | 0          |
| 2005/06 | FC Barcelona       | Spanje   | Primera División      | 27          | 0          |
| 2006/07 | FC Barcelona       | Spanje   | Primera División      | 13          | 0          |
| 2007/08 | Chelsea FC         | Engeland | Premier League        | 23          | 2          |
| 2008/09 | Chelsea FC         | Engeland | Premier League        | 20          | 3          |
| 2009/10 | Chelsea FC         | Engeland | Premier League        | 11          | 0          |
| 2010    | Fluminense FC      | Brazilië | Campeonato Brasileiro | 9           | 0          |
| 2011    | Ceará              | Brazilië | Campeonato Brasileiro | 0           | 0          |
| Totaal  |                    |          |                       | 286         | 20         |

## Erelijst

### Clubs
São Paulo FC
- Campeonato Paulista

1998, 2000
 FC Barcelona
- Primera División

2004/2005, 2005/2006
- Supercopa de España

2005, 2006
- UEFA Champions League

2005/2006
 Chelsea FC
- Premier League

2009/2010
- FA Cup

2008/2009, 2009/2010
- FA Community Shield

2009
 Fluminense
- Campeonato Brasileiro Série A

2010

### Internationaal
Braziliaans voetbalelftal
- Wereldkampioenschap voetbal

2002